# Kumkuyu, Erdemli
Kumkuyu là một xã thuộc huyện Erdemli, tỉnh Mersin, Thổ Nhĩ Kỳ. Dân số thời điểm năm 2011 là 2.844 người.